# Faro del Petit Minou
El faro del Petit Minou (en francés: phare du Petit Minou; en bretón: tour-tan ar Minou) es un faro emplazado en la rada de Brest, en frente del fuerte del Petit Minou, en la comuna (municipio) de Plouzané. Al alinearse con el faro del Portzic, muestra la ruta más segura para los barcos que deseen entrar en la rada. El nombre petit minou, aparentemente «gatito» en francés, proviene del bretón min, en plural minou, con el significado de «boca» o «embocadura».
Tiene un sector rojo que indica la plataforma de Les Fillettes («las niñas»), una de las rocas sumergidas en la bocana de Brest. Los marineros utilizan la regla mnemotécnica le Minou rougit quand il couvre les Fillettes («el Minou enrojece cuando cubre Les Fillettes»).

## Historia
La construcción del faro comenzó en noviembre de 1839 por decisión ministerial del 24 de abril del mismo año. El faro fue inaugurado el 1 de enero de 1848. Situado a 36 metros sobre el nivel del mar, y con 26 metros de alto, tiene cinco niveles. El primero es el vestíbulo y el depósito de aceite, y el último es la sala de vigilancia.
En los años 1890, la Dirección de los Faros, a instancias de la Marina, solicitó que el faro del Petit Minou fuera encalado para hacerlo más visible por el día. El faro fue electrificado en 1938 y automatizado en 1989.
Construido en zona militar, no está abierto al público.

Vistas del faro
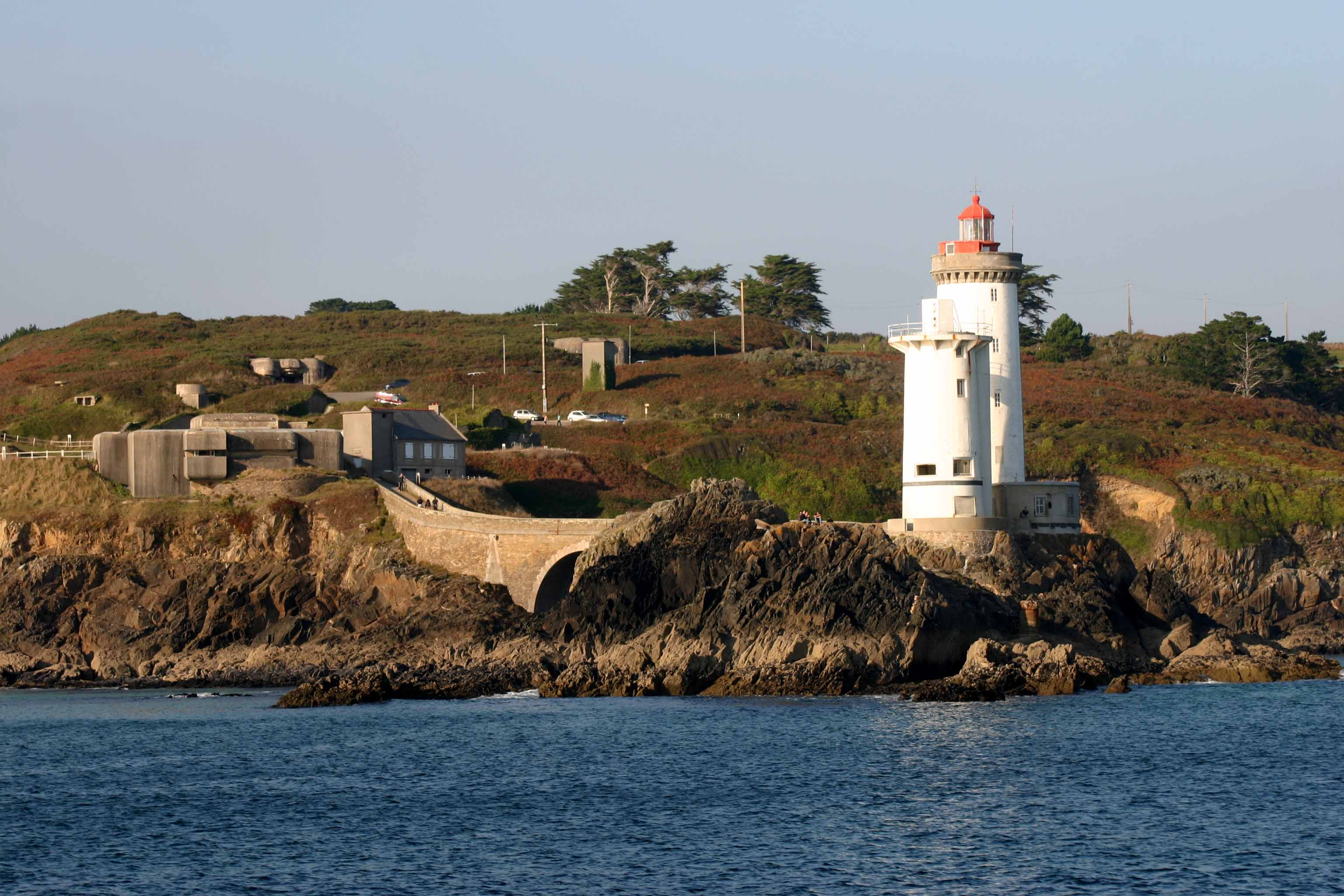
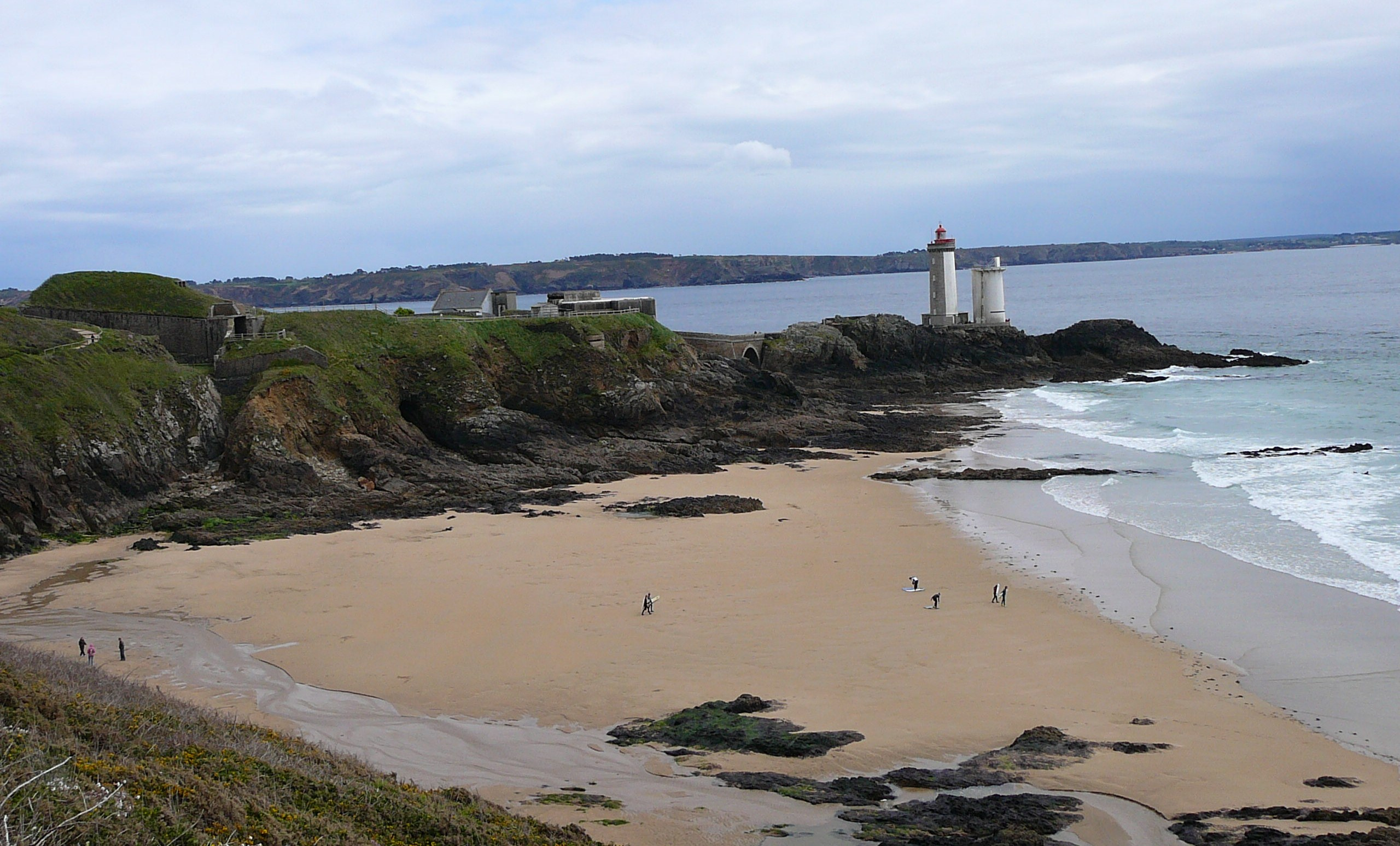
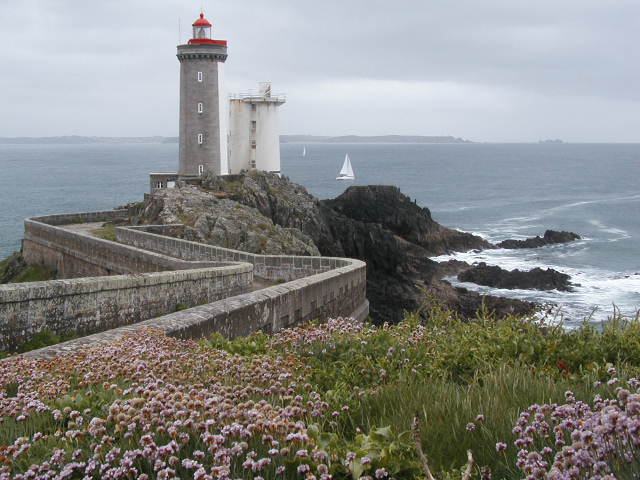
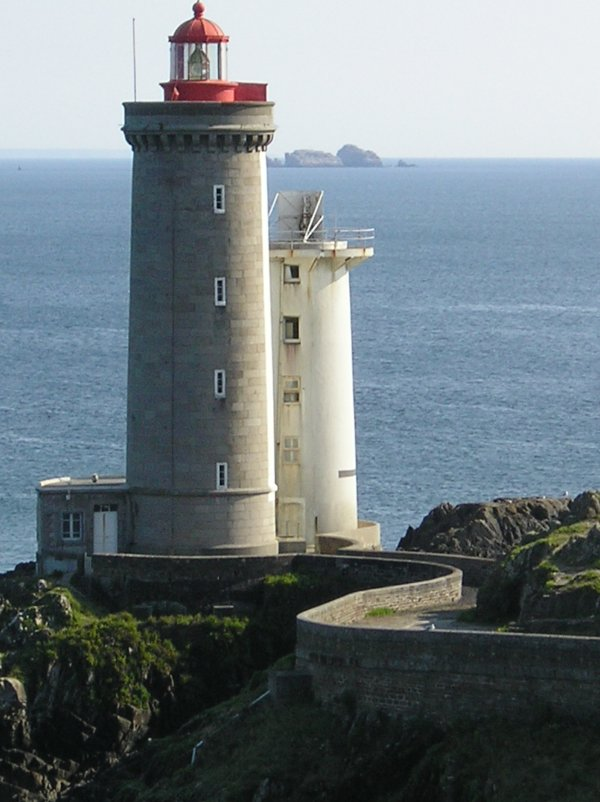
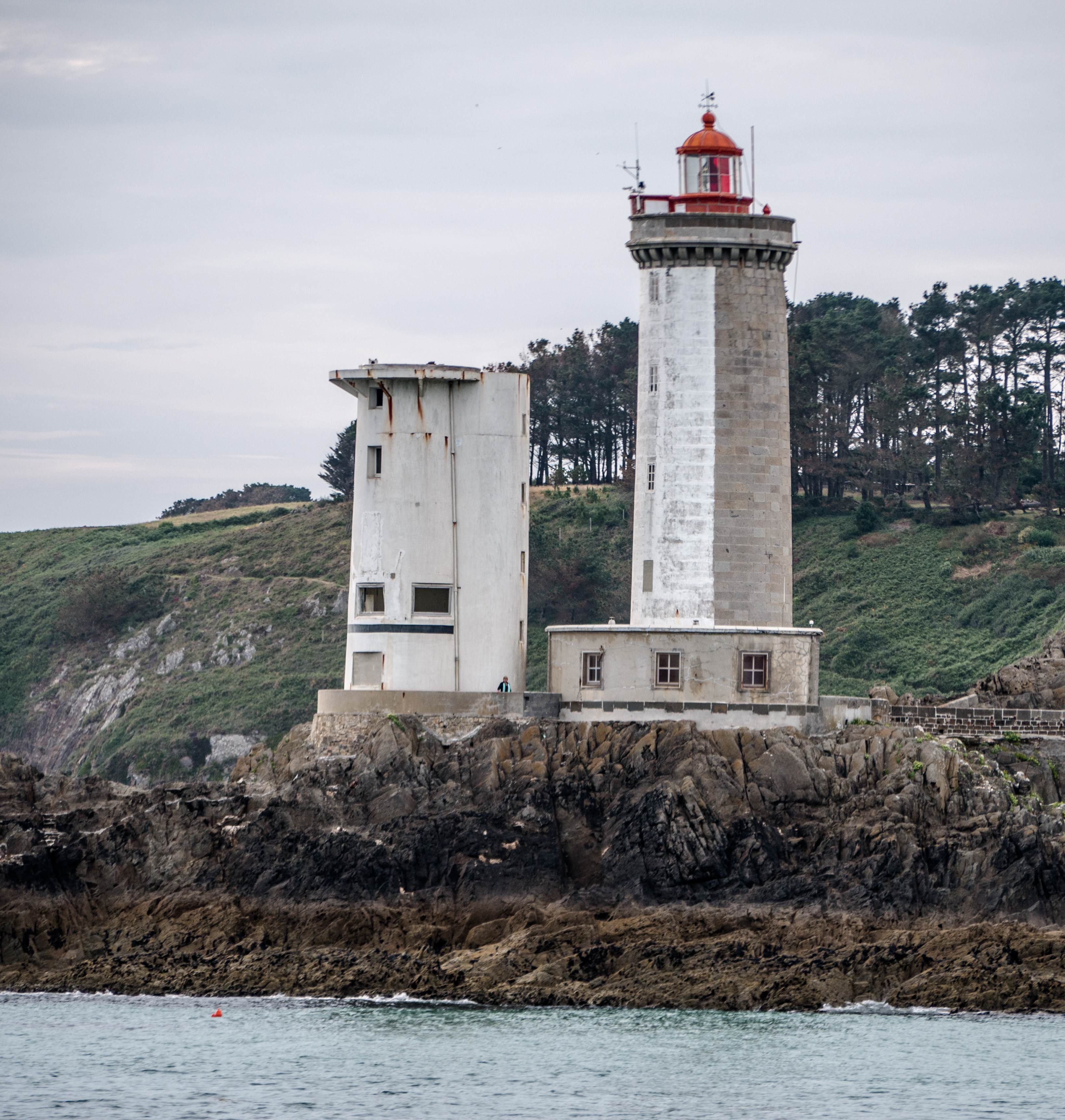